# راسموسن (خواننده)
راسموسن (به انگلیسی: Rasmussen) (زاده ۲۸ نوامبر ۱۹۸۵) خواننده، بازیگر دانمارکی است.